# Plåt & Ventföretagen
Plåt & Ventföretagen är en bransch- och arbetsgivarorganisation för företagare verksamma inom byggnadsplåt och ventilation. Förbundet har drygt 950 medlemsföretag med cirka 8 500 anställda och är medlemmar i Svenskt Näringsliv. Plåt & Ventföretagen, eller Sveriges Bleck & Plåtslageriernas arbetsgifvareförbund som det hette från början, bildades i Stockholm år 1900. Tanken med förbundet var, enligt de första stadgarna, att ledamöterna genom sammankomster skulle lära känna varandra och utbyta tankar. På så sätt skulle man verka ”till ömsesidig nytta för organisationen i sin helhet”.